# Ministri dell'aeronautica del Regno d'Italia
I ministri dell'aeronautica del Regno d'Italia si sono avvicendati dal 1925 (istituzione del dicastero) al 1946 (nascita della Repubblica Italiana).

## Elenco dei ministri
Partiti
  Partito Nazionale Fascista
  Militare
  Indipendente
  Partito Democratico del Lavoro
  Partito d'Azione
  Democrazia Cristiana
Stato
     Ministro ad interim
| No. | Nome                                      | Nome                          | Mandato           | Mandato           | Governo       | Primo Ministro    | Primo Ministro   | Capo di stato maggiore                  |
| No. | Nome                                      | Nome                          | Inizio            | Termine           | Governo       | Primo Ministro    | Primo Ministro   | Capo di stato maggiore                  |
| --- | ----------------------------------------- | ----------------------------- | ----------------- | ----------------- | ------------- | ----------------- | ---------------- | --------------------------------------- |
| -   |                                           | Benito Mussolini (ad interim) | 30 agosto 1925    | 12 settembre 1929 | Mussolini     |                   | Benito Mussolini |                                         |
| -   | generale di divisione Pier Ruggero Piccio | Benito Mussolini (ad interim) | 30 agosto 1925    | 12 settembre 1929 | Mussolini     |                   | Benito Mussolini |                                         |
| -   | generale di squadra Armando Armani        | Benito Mussolini (ad interim) | 30 agosto 1925    | 12 settembre 1929 | Mussolini     |                   | Benito Mussolini |                                         |
| -   | generale di brigata Giuseppe Valle        | Benito Mussolini (ad interim) | 30 agosto 1925    | 12 settembre 1929 | Mussolini     |                   | Benito Mussolini |                                         |
| 1   |                                           | Italo Balbo                   | 12 settembre 1929 | 6 novembre 1933   | Mussolini     |                   | Benito Mussolini |                                         |
| -   |                                           | Benito Mussolini (ad interim) | 6 novembre 1933   | 25 luglio 1943    | Mussolini     |                   | Benito Mussolini |                                         |
| -   | generale di divisione Antonio Bosio       | Benito Mussolini (ad interim) | 6 novembre 1933   | 25 luglio 1943    | Mussolini     |                   | Benito Mussolini |                                         |
| -   | generale di squadra Giuseppe Valle        | Benito Mussolini (ad interim) | 6 novembre 1933   | 25 luglio 1943    | Mussolini     |                   | Benito Mussolini |                                         |
| -   | generale di squadra Francesco Pricolo     | Benito Mussolini (ad interim) | 6 novembre 1933   | 25 luglio 1943    | Mussolini     |                   | Benito Mussolini |                                         |
| -   | generale di squadra Rino Corso Fougier    | Benito Mussolini (ad interim) | 6 novembre 1933   | 25 luglio 1943    | Mussolini     |                   | Benito Mussolini |                                         |
| 2   |                                           | Renato Sandalli               | 28 luglio 1943    | 17 aprile 1944    | Badoglio I    |                   | Pietro Badoglio  | generale di divisione Renato Sandalli   |
| 2   | 22 aprile 1944                            | Renato Sandalli               | 8 giugno 1944     | Badoglio II       |               |                   | Pietro Badoglio  | generale di divisione Renato Sandalli   |
| 3   |                                           | Pietro Piacentini             | 18 giugno 1944    | 10 dicembre 1944  | Bonomi II     |                   | Ivanoe Bonomi    | generale di divisione Pietro Piacentini |
| 4   |                                           | Carlo Scialoja                | 12 dicembre 1944  | 14 gennaio 1945   | Bonomi III    |                   | Ivanoe Bonomi    | generale di divisione Pietro Piacentini |
| 4   | generale di squadra Mario Ajmone Cat      | Carlo Scialoja                | 12 dicembre 1944  | 14 gennaio 1945   | Bonomi III    |                   | Ivanoe Bonomi    |                                         |
| 4   |                                           | Luigi Gasparotto              | 14 gennaio 1945   | 19 giugno 1945    | Bonomi III    |                   | Ivanoe Bonomi    |                                         |
| 5   |                                           | Mario Cevolotto               | 21 giugno 1945    | 8 dicembre 1945   | Parri         |                   | Ferruccio Parri  |                                         |
| 5   | 10 dicembre 1945                          | Mario Cevolotto               | 14 luglio 1946    | De Gasperi I      |               | Alcide De Gasperi |                  |                                         |
| 6   |                                           | Mario Cingolani               | 14 luglio 1946    | 4 febbraio 1947   | De Gasperi II | Alcide De Gasperi |                  |                                         |

Dal 4 febbraio 1947 fu accorpato nel nuovo Ministero della difesa